# Bouře Xavier
Xavier byla bouře, která 5. října 2017 postupně zasáhla Nizozemsko, Německo, Polsko, a sever České republiky. Během bouře bylo v Německu a Polsku poškozeno více než 800 budov, na severu Německa byla zastavena železniční doprava a zemřelo zde nejméně 7 lidí. Jednou z obětí se stala novinářka Sylke Tempelová. V Polsku se ocitlo bez proudu kolem 800 000 lidí. Zemřeli zde nejméně 2 lidé a 39 utrpělo zranění, mezi nimi i hasiči. Na Sněžce dosáhl vítr rychlosti 201 km/h.